# Qatar Investment Authority
Die Qatar Investment Authority (QIA; arabisch جهاز قطر للاستثمار, DMG Ǧihāz Qaṭar li-l-Istiṯmār) ist der Staatsfonds des Staates Katar. Die QIA wurde 2005 gegründet, um Katars Finanzvermögen zu schützen und zu vermehren sowie die Wirtschaft zu diversifizieren.
Im Jahr 2025 wird das verwaltete Vermögen mit 526 Milliarden USD beziffert.

## Geschichte
Die QIA wurde 2005 vom damaligen Emir Katars, Hamad bin Khalifa Al Thani, gegründet, um die Öl- und Erdgasüberschüsse der katarischen Regierung zu verwalten. Als Ergebnis seiner erklärten Strategie, das Risiko aus Katars Abhängigkeit von den Energiepreisen zu minimieren, investiert der Fonds überwiegend in internationale Märkte (USA, Europa und Asien-Pazifik) und innerhalb Katars außerhalb des Energiesektors. Vor der Gründung der QIA im Jahr 2005 verfügte das katarische Finanzministerium über ein kleines internes Team, das Einnahmen aus Haushaltsüberschüssen investierte. Die Qatar National Vision 2030 sieht bis dahin eine Verlagerung von Einnahmen aus Erdgas hin zu QIA-ähnlichen Investitionen vor.
2008 war die QIA Mitbegründer der Santiago-Prinzipien. Die 24 Santiago-Prinzipien fördern Best Practices und setzen Maßstäbe für eine verantwortungsvolle Führung für Staatsfonds weltweit. Außerdem wurde die QIA Gründungsmitglied des International Forum of Sovereign Wealth Funds, um die neuen Standards auch künftig zu pflegen und zu fördern.
Im Jahr 2024 wird  Mohammed Saif Al-Sowaidi neuer CEO der QIA.

## Portfolio
Die QIA investiert in neun Sektoren: Einzelhandel und Verbraucher; Technologie, Medien und Telekommunikation (TMT); liquide Wertpapiere; Infrastruktur; Finanzen; Fonds; Gesundheitswesen; Industrie und Immobilien.

### Direkte & liquide Investitionen (über Qatar Holding)
Investitionen im Energiesektor und zur Unterstützung der Energiewende:
- QIA investierte 2,4 Milliarden Euro in RWE, um dessen globale Strategie für erneuerbare Energien zu unterstützen.
- QIA investierte in Rolls-Royce SMR und entwickelte eine neue Technologielösung für erschwingliche, kohlenstoffarme Kernenergie.
- QIA investierte in den italienischen Energieerzeuger Enel, um dessen Projekte für erneuerbare Energien in Subsahara-Afrika zu entwickeln.
- QIA ist Investor bei Adani Green Energy, einem der größten Unternehmen für erneuerbare Energien Indiens.
- QIA hat in QuantumScape, einen Batterieentwickler für Elektroautos, und Ascend Elements, einen Hersteller nachhaltiger, technischer Batteriematerialien für Elektrofahrzeuge, investiert.

Europa:
- QIA ist Investor beim größten Flughafen Großbritanniens, Heathrow.
- QIA leitete eine Finanzierungsrunde in Höhe von 250 Millionen Euro für Innovafeed, ein führendes Unternehmen in der Produktion von Insektenproteinen für die Tier- und Pflanzenernährung.
- QIA besitzt Porta Nuova, ein neues Geschäftsviertel in Mailand. Der Bezirk wurde kürzlich mit dem Gold Leadership in Energy and Environmental Design (LEED) und dem WELL Building Standard (WELL) für die Gemeinde ausgezeichnet.
- QIA ist Investor bei Checkout.com, der Zahlungsplattform mit Hauptsitz in Großbritannien und einem der führenden europäischen Technologie-Unicorns.
- QIA erwarb 2015 50 % der Anteile an der Canary Wharf Group plc und unterstützt heute die ehrgeizige Sanierung.

USA:
- QIA eröffnete 2015 sein Beratungsbüro in New York.
- QIA leitete eine Finanzierungsrunde in Höhe von 200 Millionen US-Dollar für EatJust, einen Hersteller nachhaltiger Eier- und Fleischalternativen.
- QIA ist Minderheitsinvestor bei Monumental Sports and Entertainment (MSE), einem der größten Sport- und Unterhaltungsunternehmen der USA.
- 2023 investierte das QIA-Fondsteam in den Private-Equity-Fonds „Project Black“ von Ariel Alternatives, der mittelständische Unternehmen in Minderheitenbesitz in ganz Amerika unterstützt.

Asien & Pazific:
- QIA eröffnete 2021 sein Beratungsbüro in Singapur.
- Im Juni 2023 investierte QIA in die Kokusai Electric Corporation (Kokusai), einen weltweit führenden Spezialhersteller von Halbleiterausrüstung, der eine Schlüsselrolle bei der Entwicklung von Spitzentechnologien in der globalen Halbleiterindustrie spielt.
- QIA war Teil einer 300-Millionen-Dollar-Investitionsrunde für den Elektrofahrzeughersteller Xpeng.
- QIA ist Eigentümer des Asia Square Tower 1 in der Marina Bay in Singapur.
- QIA ist Investor des chinesischen Gesundheitsunternehmens Oricell Therapeutics.
- QIA ist Investor der großen indischen Lebensmittel- und Getränkemarken Swiggy und Rebel Foods.

Weitere Investments:
Die QIA hält Anteile an drei globalen Börsen: Borsa Istanbul, London Stock Exchange Group und Qatar Stock Exchange.